# محوطه ولدآباد
محوطه ولد آباد مربوط به دوران پیش از تاریخ ایران باستان است و در شهرستان بوئین‌زهرا، بخش مرکزی، روستای ولد آباد واقع شده و این اثر در تاریخ ۲۵ اسفند ۱۳۸۰ با شمارهٔ ثبت ۵۴۶۹ به‌عنوان یکی از آثار ملی ایران به ثبت رسیده است.